# Музеї Ізраїлю
Музе́ї Ізра́їлю — установи Ізраїлю, що займаються збиранням, вивченням, зберіганням і експонуванням предметів — пам'яток природної історії, матеріальної і духовної культури, а також просвітницької та популяризаторської діяльністю.

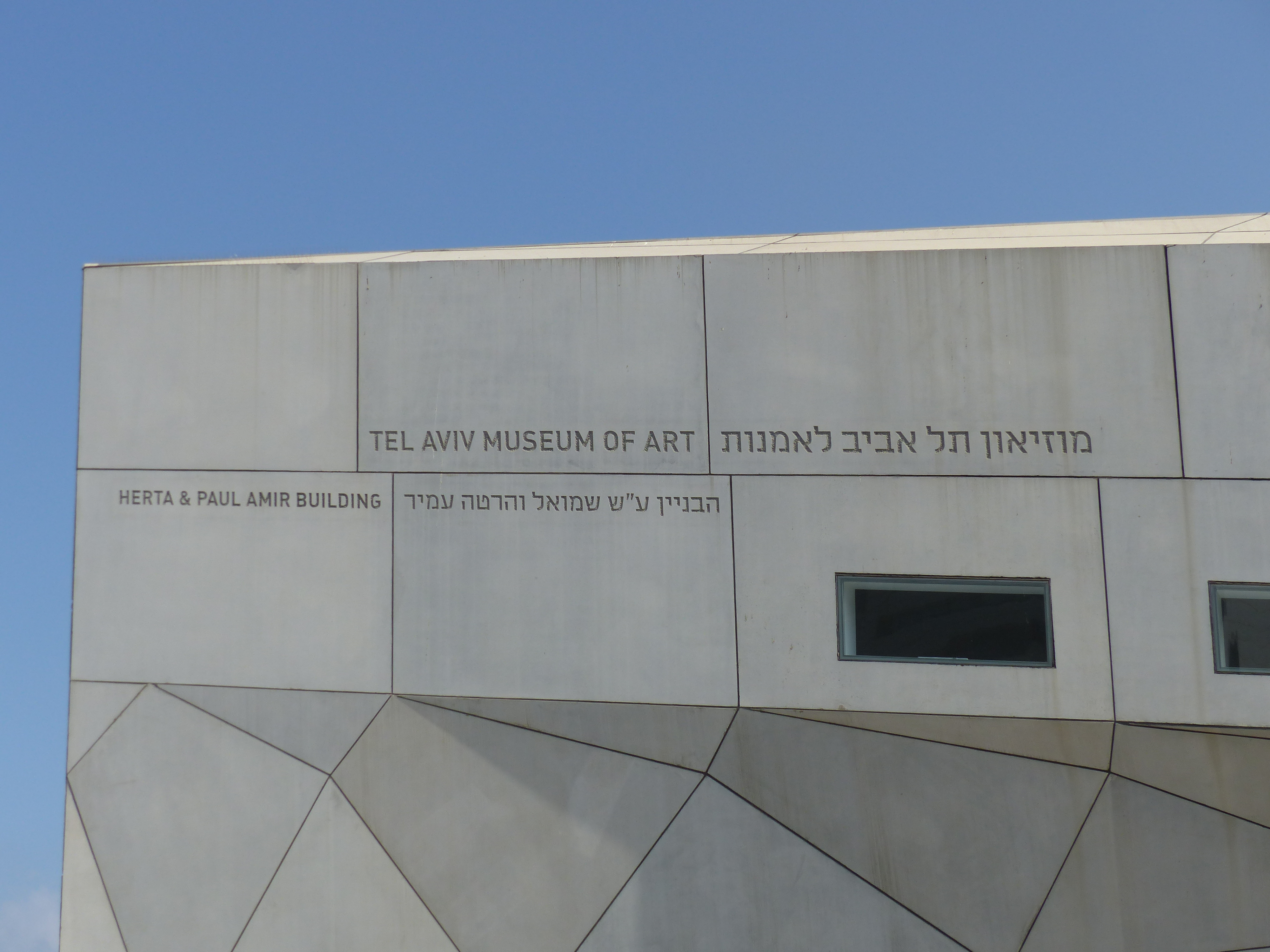
Тель-Авівський музей мистецтв

В Ізраїлі налічується понад 200 музеїв. Ізраїль має найбільшу в світі кількість музеїв на душу населення .

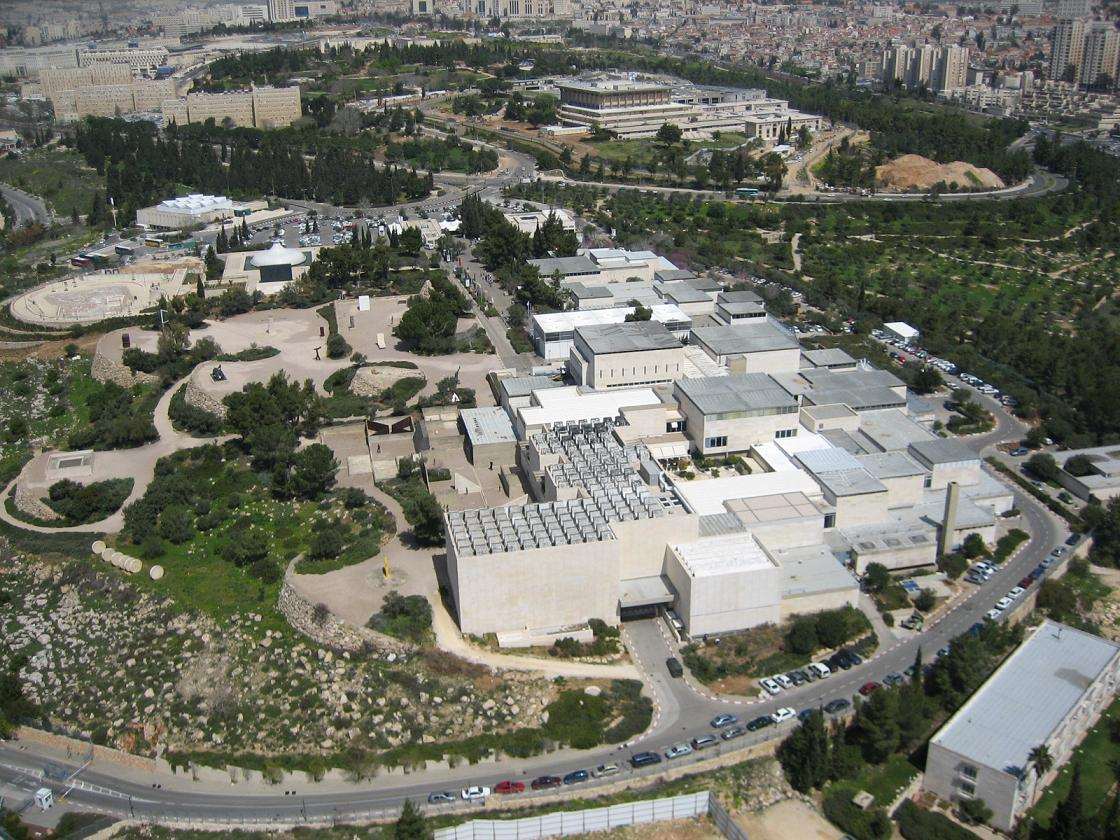
Музей Ізраїлю

Більшість великих музеїв зосереджена в Єрусалимі, Тель-Авіві і Хайфі. Серед них історичні та археологічні музеї, музеї природи, науки і техніки, музеї мистецтва і літератури та інші. Серед ізраїльських музеїв є як державні, так створені громадськими організаціями та приватними особами.
На 2008 рік, діяльність 53 ізраїльських музеїв керує департамент в Міністерстві культури і спорту Ізраїлю на підставі закону від 1983 року. В даних Центрального бюро статистики є інформація про 51 музей, з них 49 фінансуються державою.

## Історія
Перші музеї з'явилися в Палестині на початку XX століття. У 1906 році, при школі «Бецалель» був заснований багатогалузевий музей, який увійшов згодом до складу Музею Ізраїлю.
У 1926 році було розпочато створення Тель-Авівського музею мистецтв, а в 1938 році — Археологічного музею імені Рокфеллера в Єрусалимі. Перший сільський музей в Ейн-Харод також був відкритий в 1938 році.
Безліч музеїв відкрилося після створення Держави Ізраїль. До кінця 1980-х років їх налічувалося понад 150. На 2013 рік з більш 200 .

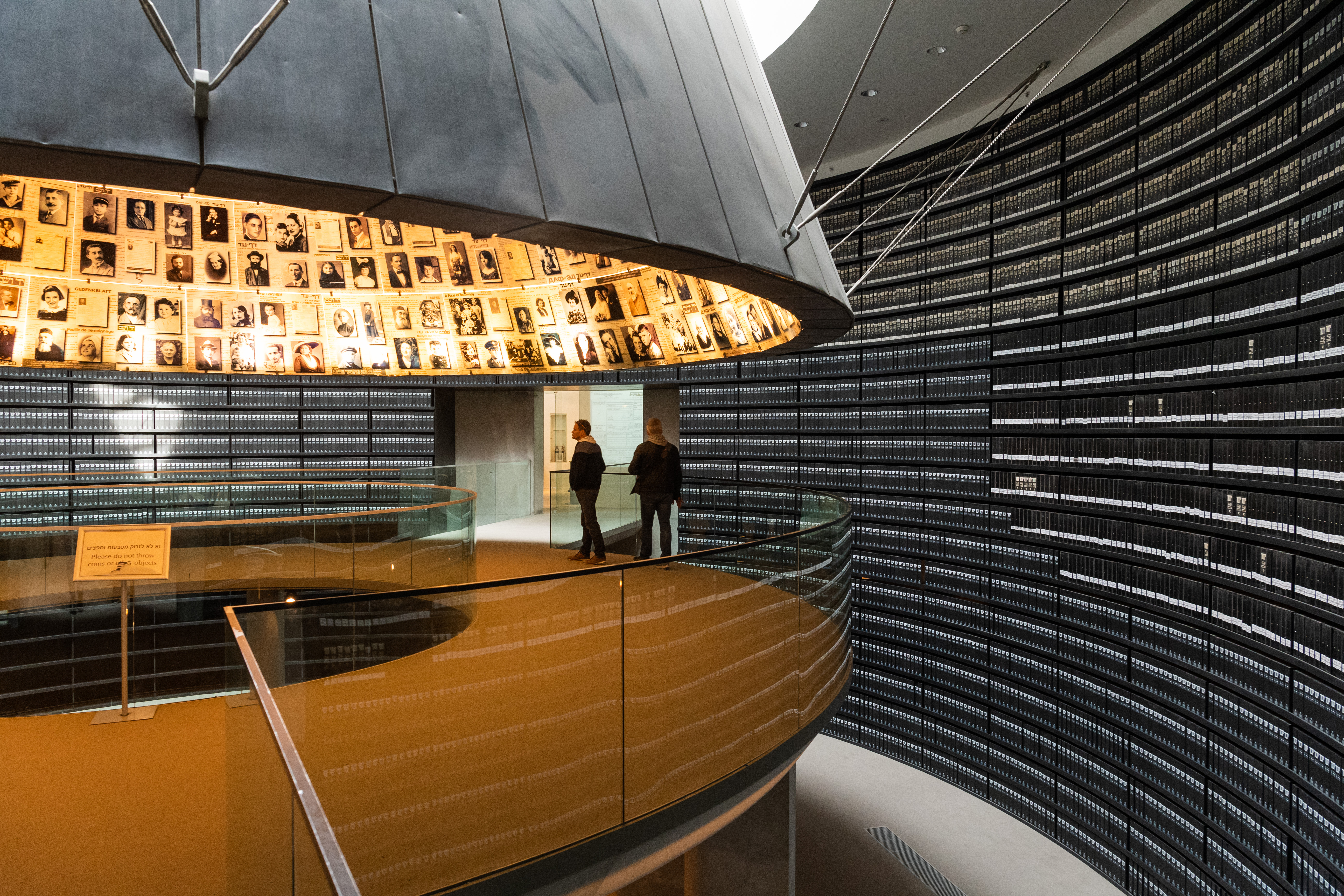
Яд ва-Шем

## Спеціалізація
Особливістю ізраїльських музеїв є велика кількість історико-археологічних матеріалів. Ряд археологічних музеїв діє прямо в місцях розкопок і заповідниках. Ряд історичних музеїв представляє також більш пізні історичні періоди в історії країни і регіону, представляючи також великі колекції в області етнографії та фольклору .
Тема нелегальної імміграції в Палестину представлена в таких військово-історичних музеях як Національний морський музей Ізраїлю, Музей нелегальної імміграції та військово-морського флоту в Хайфі і музей «Табір нелегальних іммігрантів» в Атліті.
Є ряд музеїв, присвячених відомим історичним і політичним діячам, а також діячам культури, наприклад: музей Теодора Герцля, будинок-музей Давида Бен-Гуріона, Центр пам'яті Менахема Бегіна, будинок-музей Шмуеля Йосефа Агнона, будинок-музей Тихо і інші .
Серед музеїв, основною тематичною спрямованістю експозицій яких є історія юдаїзму, можна виділити такі великі музеї, як Ейха Шломо в Єрусалимі і Бет Хатфуцот в Тель-Авіві.
Частина музеїв знаходиться в невеликих населених пунктах, в тому числі в кібуцах. Серед найвідоміших музеїв такого роду — будинок-меморіал єврейського руху опору часів Другої світової війни Бейт Лохамей ха-геттаот, який знаходиться на півночі Ізраїлю на території кібуца Лохамей ха-геттаот.
Єдиний в Ізраїлі парк мініатюр Міні-Ізраїль, що належить до категорії музеїв просто неба, розташований у Латруні.

## Найбільші музеї
- Музей Ізраїлю в Єрусалимі є найбільшою установою Ізраїлю в галузі культури і місцем зберігання Сувоїв Мертвого моря, а також величезної колекції юдаїки та європейського мистецтва.

- Музей Голокосту «Яд Вашем», — найбільший в світі архів інформації, присвяченої цій темі в світовій історії .

- Музей Діаспори в кампусі Тель-Авівського університету — інтерактивний музей, присвячений історії єврейських громад всього світу.

- Музей біблійних країн зберігає і демонструє предмети культури всіх народів, згаданих в Біблії. Однією з найцінніших є розширена колекція стародавнього близькосхідного мистецтва.

Крім основних музеїв у великих містах, також є висококласні культурні заклади в містечках і кібуцах. «Мішкан Ле Оманут» в кібуці «Ейн Харод Меухад» вважається найбільшою картинною галереєю на півночі країни.